# Gelis maderi
Gelis maderi là một loài tò vò trong họ Ichneumonidae.